# Східномарійська мова
Лугомарійська мова (самоназва олык марий), або лугосхідна марійська мова — одна зі стандартизованих літературних варіантів марійської мови, якою користуються лугові марійці головним чином в європейській частині Росії. Лугомарійська мова, разом з гірномарійською та російською мовою, є державною мовою Республіки Марій Ел Російської Федерації.

## Писемність
Марійська писемність на основі кирилиці з'явилася у другій половині XVIII століття. Сучасний алфавіт (з деякими змінами) використовується з 1870-х років.
У нинішньому вигляді луговомарійський алфавіт отримав свій теперешній вигляд на нараді вчителів, працівників Обкому ВКП(б), Наркомпросу МАРСР, Марійського Науково-дослідницького Інституту національної соціалістичної культури, Марійського Педінституту, Марійської Вищої Комуністичної с.-г. школи, марійських газет, Учредгізу, за участю голови Наркомпросу РРФСР У. Т. Контюкова та представника Центрального Науково-дослідницького Інституту неросійських шкіл проф. Ф. Ф. Радькіна що проводився з 7-го березня по 20-й березня 1938 р. Кінцеве оформлення проєкту Лугосхідної марійської мови було зроблено Андрєєвим І. Ф., Івановим Г. С., Контюковим У. Т., проф. Совєткіним Ф. Ф.
Лугомарійський алфавіт :
| А а | Б б | В в | Г г | Д д | Е е | Ё е | Ж ж | З з | И и | Й й | К к |
| Л л | М м | Н н | Ҥ ҥ | О о | Ӧ ӧ | П п | Р р | С с | Т т | У у | Ӱ ӱ |
| Ф ф | Х х | Ц ц | Ч ч | Ш ш | Щ щ | Ъ ъ | Ы ы | Ь ь | Э э | Ю ю | Я я |

## Лінгвістична характеристика

### Фонетика та фонологія

#### Голосні[3]
Характерною рисою голосних марійської мови є ненапруженість артикуляції. Активні органи мовлення під час вимови голосних напружені дуже слабко.
Марійські голосні однорідні за якістю: в них повністю відсутня дифтонгізація. Однорідність якості голосних досягається тим, що положення органів мовлення, необхідних для вимови того чи іншого звуку зберігається протягом усього звучання голосного.
Ненаголошені голосні не зникають, за винятком закінчення слова. Вони вимовляються не дуже чітко через втрату напруженості.
| Передній ряд | Передній ряд | Задній ряд | Задній ряд |
| ------------ | ------------ | ---------- | ---------- |
| Огублені     | Неогублені   | Огублені   | Неогублені |
| /ü/          | /i/          | /ə̃/ /ы/    | /і/        |
| /ö/          | /e/          | /a/        | /o/        |

#### Приголосні[3]
Ненапружена артикуляція є характерною як для голосних, так і для приголосних.
Тверді приголосні в марійській мові ніколи не пом'якшуються перед голосними переднього ряду: тееле /téle/ зима, тиде /tíde/ цей.
У лугомарійській мові є тільки 4 м'які приголосні: /č, l', ɲ, j/.
|          |          |         | Губні       | Передньоязикові         | Середньоязикові | Задньоязикові |
| -------- | -------- | ------- | ----------- | ----------------------- | --------------- | ------------- |
| Зімкнені | Проривні | Шумні   | п /p/ б /b/ | т /t/ д /d/             |                 | к /k/ г /ɡ/   |
| Зімкнені | Проривні | Сонанти | м /m/       | н /n/                   | нь /ɲ/          | ҥ /ŋ/         |
| Зімкнені | Африкати | Шумні   |             | ц /c/ ч /č/             |                 |               |
| Щілинні  | Шумні    | Шумні   |             | с /s/ з /z/ ш /š/ ж /ž/ |                 | х /х/         |
| Щілинні  | Сонанти  | Сонанти |             | л /l/                   | ль /l'/ й /j/   |               |
| Дрижачі  | Сонанти  | Сонанти |             | р /r/                   |                 |               |

### Гармонія голосних
Гармонія голосних — це таке явище, при якому голосні звуки суфіксів та закінчень узгоджуються з голосним кореня.

#### Гармонія голосних за огубленістю
Якщо огублений голосний /ü, ö, u, o/ наголошений, то кінцевий голосний у слові також має бути огубленим: кӱтӱ /kütǘ/ "стадо" — кӱтӱштӧ /kütǘštö/ "у стаді". Якщо ж неогублений голосний /i, e, a, ə/ наголошений, то наприкінці слова виступають неогублений голосний /e/: кид /kit/ "рука" — кидыште /kidə̃šte/ "у руці", школ /škol/ "школа" — школлаште /škollášte/ "в школах".

#### Гармонія голосних по ряду
Якщо в першому складі слова знаходиться голосний переднього ряду /i, e, ü, ö/, то в наступних словах теж повинні бути голосні переднього ряду: кӱзӧ /kǘzö/ "ніж", имне /imɲe/ "кінь". Якщо в першому складі знаходиться голосний заднього ряду /u, o, ə̃, a/, то голосні інших складів повинні бути теж заднього ряду: агур /agur/ "вир" — агурышто /agúrəšto/ "у вирі".

### Наголос
Наголос у марійській мові нефіксований, тобто в одних словах падає на перший склад, в інших — на другий тощо: ава /avá/ "мати", муро /múro/ "пісня". У розмові не всі слова є наголошеними. Наголос не падає на післяйменники гыч "із/з", дене "з", деке "до", деч від: пӧрт гыч / pört gə̃č / "з дому", муро дене / muro dene / "з піснею".
Під час словотвору та словозміни наголос може переміщатися з одного складу на інший: ола́ /olá/ "місто", олана́ /olaná/ "наше місто".